# Julien Borel
Julien Borel est un athlète français, licencié au Racing Club de France, né le 14 janvier 1874 dans le 18e arrondissement de Paris, ville où il est mort le 24 octobre 1934 dans le 11e arrondissement.
Il travaillait dans le commerce des chapeaux,.

## Palmarès

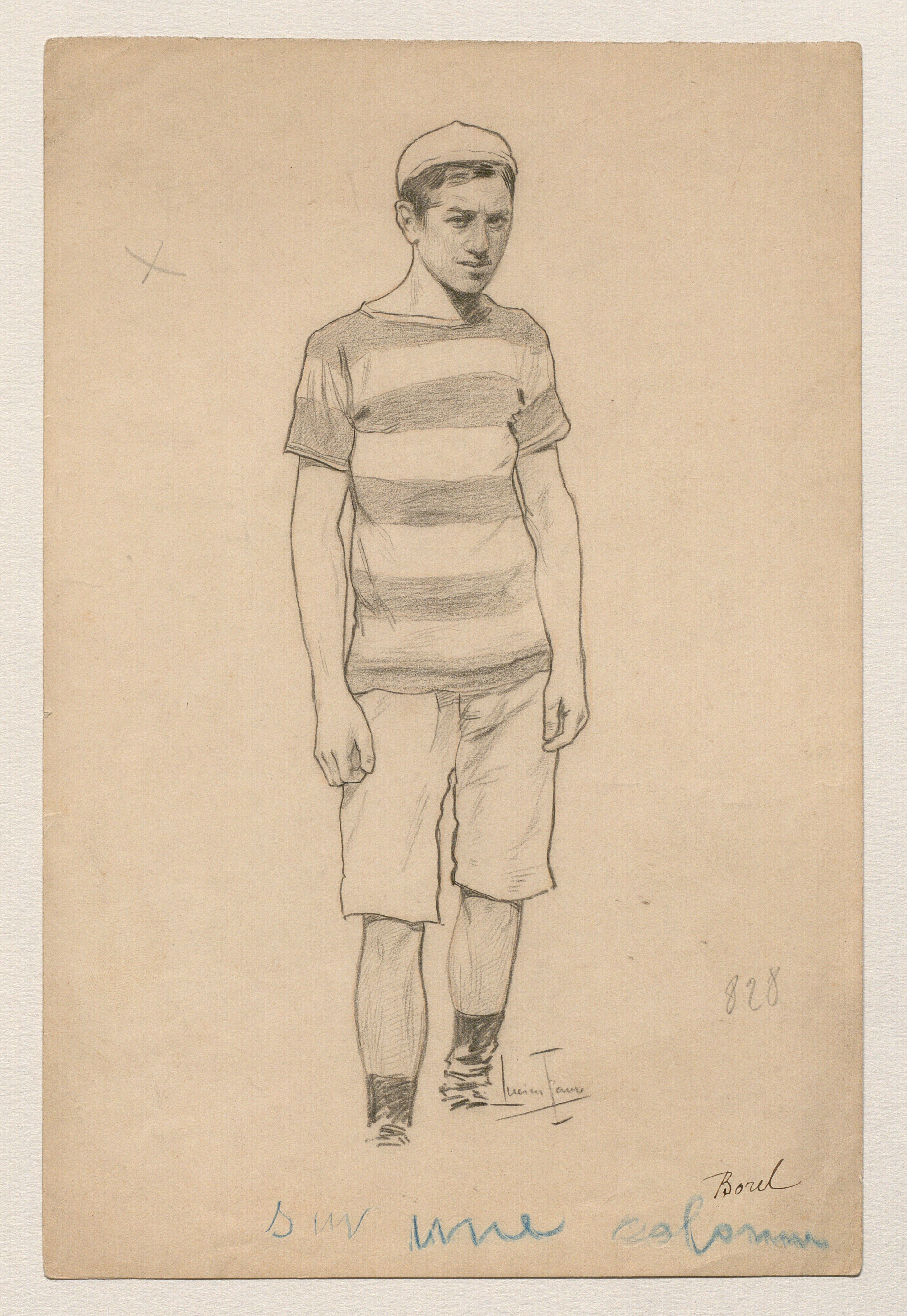
Portrait par Louis Lucien Faure-Dujarric, pour La Vie au grand air.

- Cinq fois Champion de France d'athlétisme :
  - 1 500 mètres: 1891 et 1892;
  - Steeple: 1891, 1892 et 1893;
- Première édition du Prix Roosevelt (3 000 mètres), en 1891[5].